# Ricart

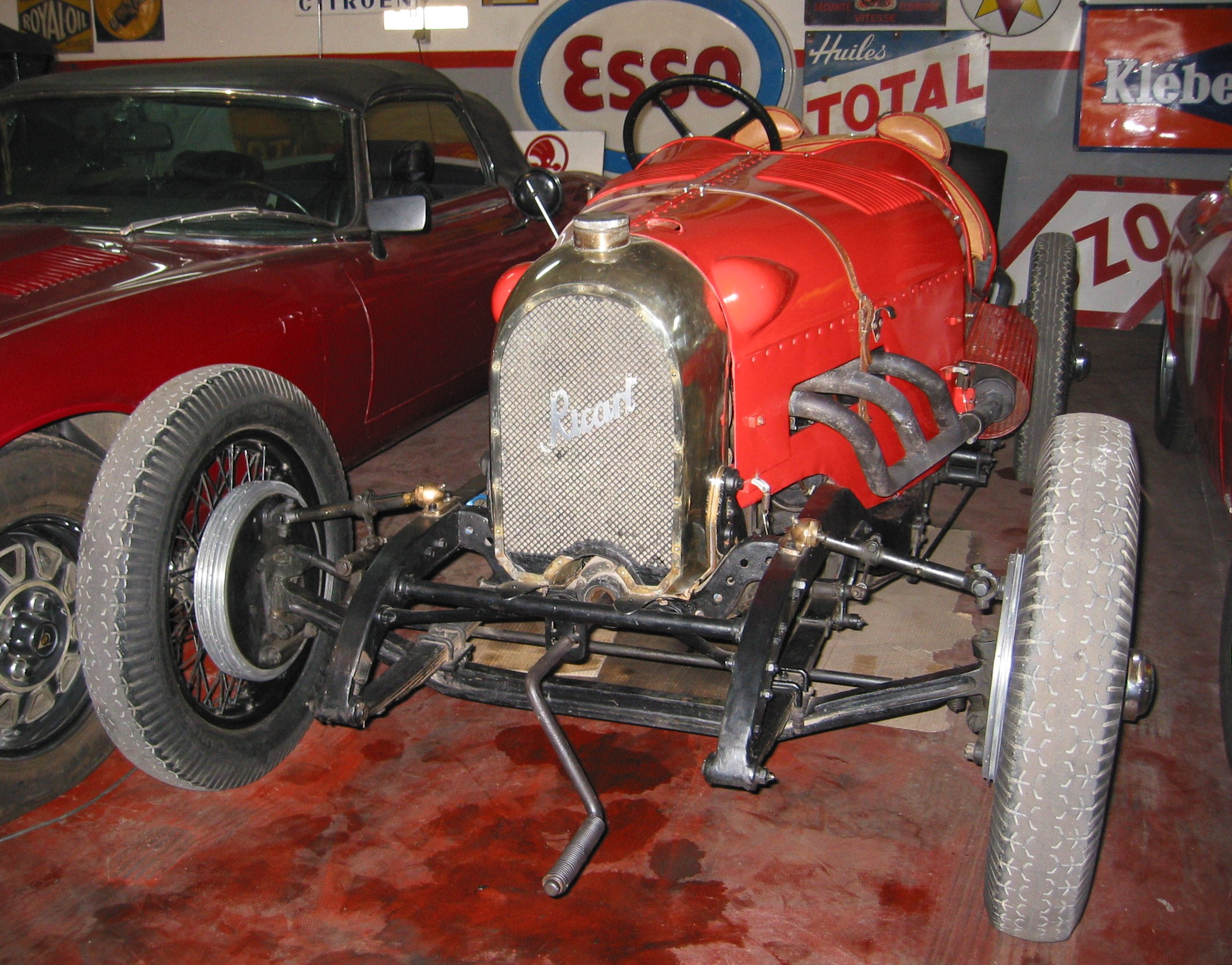
Ricart von 1922

Ricart (auch unter dem Namen Ricart y Pérez) war ein spanischer Hersteller von Automobilen.

## Unternehmensgeschichte
Das Unternehmen Sociedad Anonima de los Motores Ricart y Pérez wurde 1922 in Barcelona von Wifredo Ricart und Francisco Pérez Olaguer zur Produktion von Automobilen gegründet. 1926 wurde die Produktion der Automobile eingestellt, während das Unternehmen fortbestand und die Rex-Motoren bis 1960 weiterproduziert wurden. Wifredo Ricart gründete zuerst sein eigenes Unternehmen Ricart, bevor er im Jahre 1928 zusammen mit Felipe Batlló y Godó, der bei Automóviles España tätig war, Ricart-España gründete.

## Fahrzeuge
Es wurden überwiegend Rennwagen hergestellt. Das erste Modell besaß einen Vierzylindermotor mit 1000 cm³ Hubraum. 1926 kam ein Sechszylindermodell mit 1500 cm³ Hubraum dazu. Außerdem wurden 1926 Versuche mit dem Sechszylindermodell 10 HP mit Schiebermotor unternommen, die aber nicht zu einer Serienfertigung führten.
Ein Fahrzeug dieser Marke ist in der Col·lecció Ramón Magriñá i Berga in Masllorenç zu besichtigen.